# 鹿島臨海鐵道8000型柴聯車
鹿島臨海鐵道8000型柴聯車（日语：／ Kashima Rinkai Tetsudō 8000-gata Kidōsha）是鹿島臨海鐵道大洗鹿島線使用的柴聯車。8000型是鹿島臨海鐵道為了汰換老舊的鹿島臨海鐵道6000型柴聯車，而於2016年3月開始投入使用的柴聯車，也是大洗鹿島線時隔30年再度引進的新型車輛。截至2024年4月，8000型共有7輛車投入使用。
本型車由新潟運輸系統負責製造，車廂內部的座椅採用長條式的座椅，車門則增加至3道，縮短通勤與通學的乘客上下車的時間。車內也有設置擺放輪椅的專用空間，並降低車體地板的高度，打造無障礙的環境。車體的塗裝則採用代表鹿島灘海水與天空的藍色，象徵沙灘與大地的棕色，以及代表大洗鹿島線的紅色條紋。